# Мироновка (Никопольский район)
Мироновка (укр. Миронівка) — село,
Шолоховский сельский совет,
Никопольский район,
Днепропетровская область,
Украина.
Код КОАТУУ — 1222987002. Население по переписи 2001 года составляло 330 человек .

## Географическое положение
Село Мироновка находится на левом берегу реки Базавлук,
выше по течению на расстоянии в 4,5 км расположено село Шишкино,
ниже по течению на расстоянии в 8 км расположено село Шолохово.
На расстоянии в 1 км расположено село Уляновка.